# Њујоршки плавци
Њујоршки плавци (енгл. NYPD Blue) америчка је криминалистичка серија чија је радња смештена у Њујорку у измишљеној 15. станици. Серија је награђена Емијем. Аутори серије су Дејвид Милч и Стивен Бочко, а инспирацију је пружило Милчово пријатељство са Билом Кларком, бившим чланом њујоршке полиције (који је после постао један од продуцената серије). Епизоде су се премијерно приказивале на каналу Еј-Би-Си од 21. септембра 1993. до 1. марта 2005.
Серија је у Србији емитована на БК телевизији (2000—2005).

## Опис
Серија прати рад детектива из измишљене 15. станице. Детективи су Џон Кели (сезоне 1—2), Енди Сиповиц, Џејмс Мартинез (сезоне 1—7), Џенис Ликалси (сезоне 1—2), Грег Медавој, Боби Симон (сезоне 2—6), Адријан Лезнијак (сезоне 2—3), Дајана Расел-Сајмон (сезоне 2—8), Џил Киркендал (сезоне 4—7), Дени Соренсон (сезоне 6—8), Болдвин Џоунс (сезоне 7—12), Кони Макдауел-Сиповиц (сезоне 8—11), Џон Кларк мл. (сезоне 9—12), Рита Ортиз (сезоне 9—12) и Лора Марфи (12. сезона). Детективи су били под вођством надређених, поручника Артура Фенсија (сезоне 1—8), Тонија Родригеза (сезоне 8-11) и Томаса Бејла (12. сезона) и наредника Едија Гибсона (11. сезона). Одељење је имало личне административне помоћнике (ЛАП) Дону Абандандо (сезоне 1—3) и Џона Ирвина (сезоне 2—3, 5—12). Полицијска станица је сарађивала са тужилаштвом које су представљали помоћници окружног тужиоца (ПОТ) Лора Мајклс (1. сезона), Силвија Костас-Сиповиц (сезоне 1—6) и Валери Хејвуд (сезоне 8—11).

## Продукција
У серији је у ствари требало главни лик да буде лик Дејвида Каруса, Џон Кели. Прва сезоне се вртела око њега и његовог посла и приватног живота. У 2. сезони је најављен одлазак Дејвида Каруса, па је серија почела да се врти око лика Дениса Франза, Ендија Сиповица. Његове колеге (у 2. сезони и надаље) су били Џими Смитс као Боби Сајмон (сезоне 2—6), Рик Шродер као Дени Соренсон (сезоне 6—8) и Марк-Пол Госелар као Џон Кларк мл. (сезоне 9—12).

## Улоге
| Глумац             | Лик                        | Сезоне   | Сезоне   | Сезоне   | Сезоне   | Сезоне   | Сезоне   | Сезоне   | Сезоне   | Сезоне   | Сезоне   | Сезоне   | Сезоне   |
| Глумац             | Лик                        | 1        | 2        | 3        | 4        | 5        | 6        | 7        | 8        | 9        | 10       | 11       | 12       |
| ------------------ | -------------------------- | -------- | -------- | -------- | -------- | -------- | -------- | -------- | -------- | -------- | -------- | -------- | -------- |
| Дејвид Карусо      | Џон Кели                   | Главни   | Главни   |          |          |          |          |          |          |          |          |          |          |
| Денис Франз        | Енди Сиповиц               | Главни   | Главни   | Главни   | Главни   | Главни   | Главни   | Главни   | Главни   | Главни   | Главни   | Главни   | Главни   |
| Џејмс Макданијел   | Артур Фенси                | Главни   | Главни   | Главни   | Главни   | Главни   | Главни   | Главни   | Главни   |          |          |          |          |
| Шери Стрингфилд    | ПОТ Лора Мајклс            | Главни   |          |          |          |          |          |          |          |          |          |          |          |
| Николас Туртуро    | Џејмс Мартинез             | ГЛавни   | ГЛавни   | ГЛавни   | ГЛавни   | ГЛавни   | ГЛавни   | ГЛавни   |          |          |          |          |          |
| Ејми Бренеман      | Џенис Ликалси              | Главни   | Главни   |          |          |          |          |          |          |          |          |          |          |
| Шерон Лоренс       | ПОТ Силвија Костас-Сиповиц | Епизодни | Главни   | Главни   | Главни   | Епизодни | Главни   |          |          |          |          |          |          |
| Гордон Клап        | Грег Медавој               | Епизодни | Главни   | Главни   | Главни   | Главни   | Главни   | Главни   | Главни   | Главни   | Главни   | Главни   | Главни   |
| Гејл О’Грејди      | ЛАП Дона Абандандо         | Епизодни | Главни   | Главни   |          |          | Епизодни |          |          |          |          |          |          |
| Џими Смитс         | Боби Сајмон                |          | Главни   | Главни   | Главни   | Главни   | Главни   |          |          |          |          |          | Епизодни |
| Џастин Мичели      | Адријан Лезнијак           |          | Епизодни | Главни   |          |          |          |          |          |          |          |          |          |
| Ким Делејни        | Дајана Расел-Сајмон        |          | Епизодни | Главни   | Главни   | Главни   | Главни   | Главни   | Главни   |          | Епизодни | Епизодни |          |
| Андреа Томпсон     | Џил Киркендал              |          |          |          | Епизодни | Главни   | Главни   | Главни   |          |          |          |          |          |
| Рик Шродер         | Дени Соренсон              |          |          |          |          |          | Главни   | Главни   | Главни   |          |          |          |          |
| Бил Броктрап       | ЛАП Џон Ирвин              |          | Епизодни | Епизодни |          | Епизодни | Главни   | Главни   | Главни   | Главни   | Главни   | Главни   | Главни   |
| Хенри Симонс       | Болдвин Џоунс              |          |          |          |          |          |          | Главни   | Главни   | Главни   | Главни   | Главни   | Главни   |
| Гарсел Бове-Најлон | ПОТ Валери Хејвуд          |          |          |          |          |          |          |          | Главни   | Главни   | Главни   | Главни   |          |
| Шарлот Рос         | Кони Макдауел-Сиповиц      |          |          |          |          |          |          |          | Главни   | Главни   | Главни   | Главни   |          |
| Есај Моралес       | Тони Родригез              |          |          |          |          |          |          |          | Главни   | Главни   | Главни   | Главни   |          |
| Марк-Пол Госелар   | Џон Кларк мл.              |          |          |          |          |          |          |          |          | Главни   | Главни   | Главни   | Главни   |
| Џеклин Опрадорс    | Рита Ортиз                 |          |          |          |          |          |          |          |          | Главни   | Главни   | Главни   | Главни   |
| Џон Ф. О’Донохју   | Еди Гибсон                 |          |          |          |          |          |          | Епизодни | Епизодни | Епизодни | Епизодни | Главни   |          |
| Кери Грејам        | Томас Бејл                 |          |          |          |          |          |          |          |          |          |          |          | Главни   |
| Бони Самервил      | Лора Мајклс                |          |          |          |          |          |          |          |          |          |          |          | Главни   |

### 1. сезона
Џон Кели и Енди Сиповиц су детективи из 15. станице. Сиповиц је старији партнер и алкохоличар који пије и на послу и ван дужности и његово понашање изазива сумњу да партнерство неће још дуго трајати. Кели доста утиче на свог партнера, али постаје забринут Сиповицевим понашањем. Уз алкохололизам, Сиповиц је негативан, женомрзац, хомофобичан и пун предрасуда. На почетку Сиповица је упуцао осумњичени кога је нанао и понизио раније. То је довело до одлуке да се отрезни и сачува свој посао.
Док му се партнер опоравља, шеф одељења, Артур Фенси, ради са Келијем и младим детективом из одељења за Анти-Злочина, Џејмсом Мартинезом. Келијев лични живот није помамљен. Пролази кроз развод са женом, Лором и тренутно је увези са униформисаном полицајаком, Џенис Ликалси. Да се свар закомпликује даље, Ликалсијин отац је на потерници мафијашког шефа Анђела Марина. Ликалсијева је, у покушају да заштити оца, наредила да "убију" Келија. У место тога, Ликалсијева је убила Марина и последице се враћају по њу и Келија.
Сиповиц се, у међувремену, отрезнио и започео везу са ПОТ Силвијом Костас док је други детектив из одељења, Гред Медавој, који је ожењен, започео везу са одељенским личним административним помоћником, Доном Абандандо. 

### 2. сезона
Ликалсијева је проглашена кривом за убиство Марина и његовог возача и добила је двогодишњу казну у 2. епизоди. Због везе са Ликласијевом и раширеној причи да је скривао доказе који би могли да јој дају дужу казну, Кели је пребачен из 15. и изабрао је да оде из одељења у 4. епизоди. Њега је заменио Боби Симон у 5. епизоди, удовац који је раније радио као возач полицијског начелника. Ово није лако пало Сиповицу, али након сазнања да је Симон добио задатак да буде присутан због своје жене која пати од рака, успео је да прихвати новог партнера и изгради јако пријатељство са њим. Док се веза са Силвијом ближи браку, Сиповиц чак пита Симона да му буде кум.
Након везе са новинарком у коју је сумњао да одаје информације из одељења, Симон је раскинуо и започео везу са једним новим чланом одељења, Дајен Расел. Сиповиц, опорављени алкохоличар, препознаје Раселино понашање и открива да и она има проблем са алкохолом и након убеђивања она одлази на састанак Анонимних Алкохоличара (АА). Са друге стране, због ниског само-поштовања и неверица да би жена као Дона могла да га воли, Медавојев однос са њом га слама и захваљујући малом делу посете Донине сестре.

### 3. сезона
На почетку сезоне Силвија је затруднела са Ендијевим дететом. Дечак Тео је рођен близу краја сезоне. Ово је контрастна судбина са Сиповицевим старијим сином Ендијем мл., који је најавио планове да се придружи полицији након што је избачен из Авио Снага због повреде. Енди је зближава са својим удаљеним сином када је рањен покушавајући да помогне људима у кафани. Ово је изазвало да старији Сиповиц испадне из ритма. Убице Ендија мл. су се побиле међусобно због Симоновог чина самоодбране, али је у ствари то био чин освете на који је Симон заклео Сиповица.
Боби и Дајен, чија је веза на чекању док је он на АА-у, завршава њиховим састанком и сазнањем да Дајен почела да пије поново након што је њен отац насилник тукао њену мајку. Отац јој је на крају убијен, а мајка је постала главни осумњичени.
Џејмс Мартинез и нова детективка Адриан Лесњак започињу везу, али након што је Лесњакова рекла Медавоју (Мартинезовом партнеру и одељенској трачари) да је лезбијка, зато што се последња веза коју је имала са једним полицајцем завршила катастрофално. Након што је Џејмс рањен, опоравио се и вратио на посао њих двоје су успели да се боље упознају и она је признала Медавоју да га је лагала. Мартинез је касније раскинуо са њом због њеног непријатног понашања и Лесњакова је на крају напустила одељење. Медавој напушта своју жену, признајући да га задржава, али прекасно да би спасио везу са Доном, која напуша посао да би прихватила посао у Еплу у Калифорнији у 20. епизоди.

### Сезоне 4—5
Током следеће две сезоне, било је неколико споредних измена: Дону је мењало неколико ЛАП-оваца, углавном Ђина Колон, лик који се на крају удаје за Мартинеза и одлази и детективка Џил Киркендал, која је постала партнер Раселовој. Сиповиц се бори са раком простате и растуће-опадаћујој вези Симона и Раселове, што укљулује Раселовино откриће да је сексуално злостављао њен отац. Такође током тог времена, Франц је освојио Еми, а Дилејнијева и Клап су освојили Еми за споредне улоге.

### Сезоне 6—8
6. сезона је означила велики преокрет у историји серије, јер је Смит одлучио да не обнови свој уговор и напусти серију. У 5. епизоди, само епизоду након што је оженио Раселову на скромном венчању, Симон се срушио због увећаног срца и касније грам инфекције изазива компликацију трансплантације срца. Смитса је заменио Рик Шродер као детектив Дени Соренсон у 6. епизоди. Такође током 6. сезоне Шерон Лоренс је напустила главну поставу у 12. епизоди и заменио ју је Бил Брочрап као нови стални ЛАП Џон Ирвин. У 20. епизоди је дошло до шокантне смрти Костасове, која је случајно упуцана у судници током суђења осумњиченом за убиство ЛАП Долорес Мајо. Костасине последње речи су биле "Чувај дете" Сиповицу, који размишља да се повуче из одељења. Ипак, то не ради. Мало касније Сиповиц диже ниво разумевања према ЛАП Џону Ирвину, који је хомосексуалац.
У следећа две сезоне се види наставак Сиповиц/Соренсон односа, са још промена у одељењу; одлазак Киркендалове на крају 7. сезоне због умешаности у прљаве послове мужа, Мартинез је унапређен у наредника и отишао у 6. епизоди 7. сезоне и њега је заменио Хенри Симонс као Болдвин Џоунс у 7. епизоди. У осмој сезони је Фенси унапређен у капетана у 13. епизоди, а Дајен је отишла из одељења због жалости за својим мужем, Бобијем у 20. епизоди. Фенсија је заменио Есаи Моралес као Тони Родригез у 14. епизоди. ПОТ Валери Хејвуд је стигла у одељење као нови ПОТ у 3. епизоди, а постала је стални члан у 11. епизоди. Шарлот Рос као Кони Макдауел се придружила одељењу у 9. епизоди, а постала је стални члан у 12. епизоди. На крају 8. сезоне, после разговора са Родригезом, Соренсон одлази на тајни задатак, али нестаје након што је стриптизета пронађена мртва у његовом стану.

### Сезоне 9—12
Четврта и последња фезе серије ће бити у последње четири сезоне. На почетку 9. сезоне осумњичени жели имунитет у замену за пљачку и пуцњаву у замену за информације о закопаном тепиху у Бруклину за који се испоставило да је у њему завијено Соренсоново тело. Нови партнер Сиповицу, који је награђен унапређењем у детектива прве класе, чиме је Симон награђен неколико година раније за случај на ком су њих двојица радили (али због Сиповицеве негативне историје због одељења), је нови детектив Џон Кларк мл. (Марк-Пол Госелар). Као и са Симоном и Соренсоном, постоји тензија између Кларка и Сиповица, због заваде од неколико година раније између Сиповица и Кларковог оца Џона ср. 9. сезона је означила и долазак Жаклин Обрадорс као детективке Рите Ортиз у 8. епизоди.
У 10. сезони главне постава се није мењала и током исте сезоне се развила романтична веза између Сиповица и Макдауелове, која је изгледала мало вероватном.
У 11. сезони Сиповиц се оженио по трећи пут и детективка Макдауел му је постала трећа жена. Током 11. сезоне дошло је до измена. У 13. епизоди је Родригез је напстио одељење због свађе са капетаном из Унутрашње контроле који га је упуцао, а у 14. је Макдауелова напустила одељење да би могла да подиже њено и Сиповицево дете. Родригеза је заменио Џон Ф. О’Донохју као Еди Гибсон у 14. епизоди. Гарсел Бјува-Нилон је напустила серију на крају сезоне јер није успела да осуди Родригезовог стрелца. Гибсон је напустио одељење на крају сезоне из непознатих разлога.
У 12. сезони је Кури Грејем као поручник Томас Бејл заменио Џона Ф. О’Донохјуа, а Бони Сомервил као детектив Лора Марфи је заменила Кони Макдауел. На крају сезоне Медавој је отишао у пензију, а Сиповиц је унапређен у наредника и преузео је контролу одељења у 15. станици након што је Бејл отишао.

## Епизоде
- Списак епизода серије "Њујоршки плавци"

| Сезоне | Сезоне | Епизоде | Оригинално емитовање               | Оригинално емитовање               |
| Сезоне | Сезоне | Епизоде | Почетак емитовања                  | Крај емитовања                     |
| ------ | ------ | ------- | ---------------------------------- | ---------------------------------- |
|        | 1      | 22      | 21. септембар 1993.                | 17. мај 1994.                      |
|        | 2      | 22      | 11. октобар 1994.                  | 23. мај 1995.                      |
|        | 3      | 22      | 24. октобар 1995.                  | 21. мај 1996.                      |
|        | 4      | 22      | 15. октобар 1996.                  | 20. мај 1997.                      |
|        | 5      | 22      | 30. септембар 1997.                | 19. мај 1998.                      |
|        | 6      | 22      | 20. октобар 1998.                  | 25. мај 1999.                      |
|        | 7      | 22      | 11. јануар 2000.                   | 23. мај 2000.                      |
|        | 8      | 20      | 9. јануар 2001.                    | 22. мај 2001.                      |
|        | 9      | 23      | 6. новембар 2001.                  | 21. мај 2002.                      |
|        | 10     | 22      | 24. септембар 2002.                | 20. мај 2003.                      |
|        | 11     | 22      | 23. септембар 2003.                | 11. мај 2004.                      |
|        | 12     | 20      | 21. септембар 2004.                | 1. март 2005.                      |
| Укупно | Укупно | 261     | 21. септембар 1993 — 1. март 2005. | 21. септембар 1993 — 1. март 2005. |